# إليك مكدونالد
إليك مكدونالد (بالإنجليزية: Alec McDonald)‏ هو لاعب كرة قدم أسترالية أسترالي، ولد في 30 أغسطس 1882 في Eaglehawk, Victoria ‏ في أستراليا، وتوفي في 21 أغسطس 1942 في Thornbury, Victoria ‏ في أستراليا.

## وصلات خارجية
- إليك مكدونالد على موقع AustralianFootball.com (الإنجليزية)
- إليك مكدونالد على موقع AFLtables.com (الإنجليزية)